# Беркут (спецподразделение МВД Украины)
«Бе́ркут» (укр. «Бе́ркут») — расформированные подразделения милиции специального назначения при территориальных управлениях Министерства внутренних дел Украины, существовавшие с 1992 по 2014 год.

## Задачи
Первоначально в круг задач «Беркута» входили:
- Охрана общественного порядка в местах со сложной криминальной обстановкой[1].
- Охрана общественного порядка при проведении массовых мероприятий.
- Охрана общественного порядка при возникновении чрезвычайных ситуаций.
- Пресечение групповых хулиганских проявлений и массовых беспорядков.
- Задержание особо опасных, вооруженных преступников, освобождение заложников[2].
- Силовое обеспечение оперативных действий милиции.
- Охрана физических лиц (свидетелей).

В связи с созданием других спецподразделений в структуре МВД и Национальной гвардии (позже — Внутренних войск МВД Украины), — спецподразделения УБОП «Сокол», специального подразделения судебной милиции «Грифон», антитеррористического спецподразделения внутренних войск «Омега», спецподразделения по охране АЭС «Скорпион» и прочих спецподразделений, задачи «Беркута» были сужены и сосредоточены главным образом на обеспечении общественного порядка.

## Структура
Организационно спецподразделения «Беркут» состояли из двух полков (место дислокации — Киев и Киевская область), семи отдельных батальонов (место дислокации — АР Крым, Донецкая, Днепропетровская, Львовская, Луганская, Одесская и Харьковская области) и 19 рот, дислоцирующихся в различных областях Украины. В городах областного подчинения могли размещаться отдельные взводы или роты «Беркута». По данным на сентябрь 2013 года общее количество сотрудников спецподразделения составляло 3000 человек, на январь 2014 года — 4000 человек. По информации украинского еженедельного журнала «Зеркало недели», правительство Украины 27 января 2014 года якобы приняло решение увеличить численность «Беркута» в шесть раз, но МВД Украины опровергло это сообщение.
Подразделения «Беркута» числились резервом министерства внутренних дел Украины, но не имели единого руководства, и на местах подчинялись начальникам территориальных управлений внутренних дел. Отсутствие единого централизованного командования считалось недостатком, понижающим эффективность работы подразделений. Будучи организационно обособленными, с момента создания и до 1997 года подразделения «Беркута» находились в подчинении региональных Управлений по борьбе с организованной преступностью (УБОП) МВД Украины. Но так как функции ОБМОН «Беркут» фактически дублировались структурами УБОП «Сокол», в дальнейшем «Беркут» был переподчинён региональным Управлениям общественной безопасности МВД Украины.
Как правило, полки, батальоны и роты «Беркута» размещались в областных центрах, в отдельно стоящих зданиях с прилегающей территорией, например, в здании бывшей женской тюрьмы — одесский «Беркут», в здании бывшего общежития спецконтингента — луганский «Беркут». Зачастую переданные здания ремонтировались и приводились в порядок силами самих же сотрудников «Беркута».
Большинство сотрудников «Беркута» — призёры и победители национальных и международных спортивных соревнований. Многие имели правительственные и ведомственные награды. Обязательным условием при поступлении являлась служба в армии. В подразделениях «Беркута» проходили службу также специалисты: фельдшеры, пиротехники, водолазы, сапёры, снайперы.

## Экипировка, вооружение и материальная часть

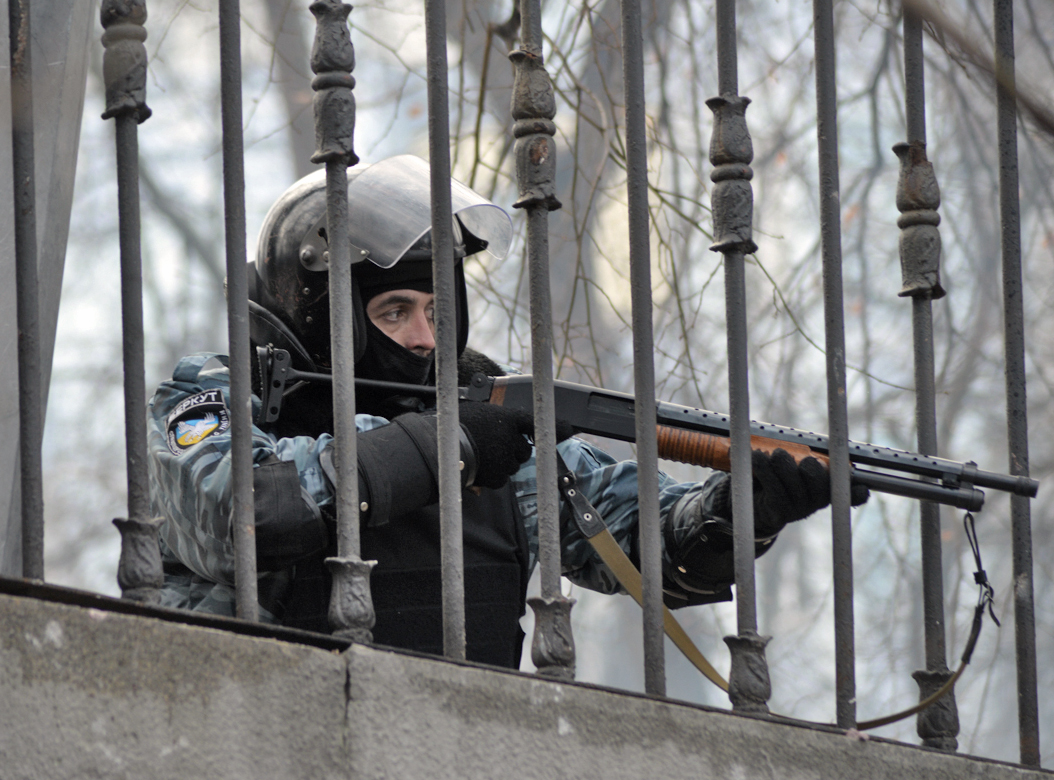
Сотрудник «Беркута» с ружьём «Форт-500» (Киев, 19 января 2014)

Сотрудники «Беркута» обеспечивались летней и зимней форменной одеждой и обувью установленного образца, а также средствами индивидуальной защиты (противогазы, шлемы, бронежилеты, щиты, противоударная защита для рук и ног).
На вооружении спецподразделений «Беркут» находились пистолеты: ПМ, АПС, Форт-12, Форт-14, помповые ружья «Форт-500» и КС-23, автоматы АКМ, АК74, снайперские винтовки СВД, светошумовые и слезоточивые гранаты типа «Заря», «Пламя», аэрозольные гранаты «Дрейф-2», светозвуковые «Пламя-М», «Факел-С» и «Заря-2», а также ручные дымовые гранаты «Сирень-3».
Спецподразделения «Беркут» имели собственный автопарк, который включал некоторое количество бронетехники. Согласно распоряжению Кабинета министров Украины № 13 был определён порядок применения водомётов «для пресечения массовых беспорядков и групповых нарушений общественного порядка, отражения нападения на здания, помещения, сооружения и транспортные средства независимо от их принадлежности, защиты граждан и самозащиты от нападения и других действий, создающих угрозу их жизни, здоровью, жилью или имуществу».
По информации интернет-издания «Insider», на содержание всех спецподразделений «Беркута», без учёта расходов на оружие, снаряжение и технику, которые закупались МВД централизованно, ежегодно расходовалось не менее 372 млн гривен.

## История

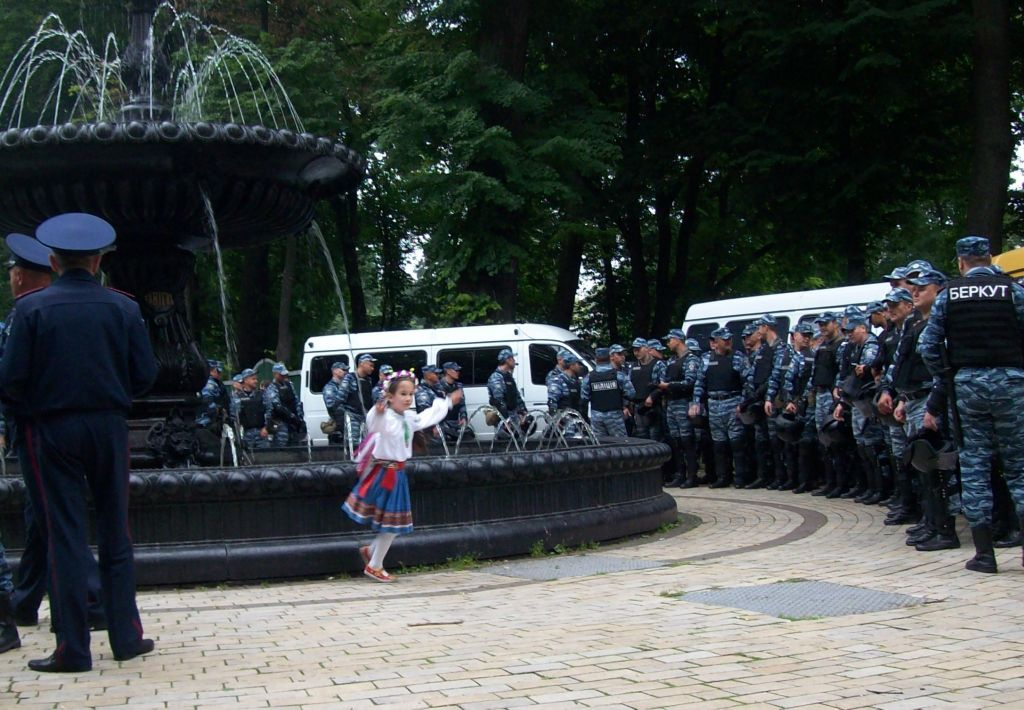
Построение отряда «Беркута»

### Формирование
5 декабря 1988 года в системе МВД УССР было отдано указание об организации отрядов милиции особого назначения (ОМОН). На тот период эти отряды были сформированы в Киеве, Днепропетровске, Донецке, Львове и Одессе.
После обретения Украиной независимости и распада СССР на базе штатной и материальной структуры пяти существовавших на то время ОМОНов было решено создать милицейские подразделения быстрого реагирования во всех областных центрах.
Приказ о создании подразделения «Беркут» датирован 16 января 1992 года, но полностью работоспособные подразделения фактически сформировались (в зависимости от региона) только к началу 1993 года. Создание подразделений милицейского спецназа во всех областях Украины диктовалась не столько политической ситуацией, сколько повышенной криминогенной обстановкой. В разное время «Беркут» именовался батальоном милиции быстрого реагирования (БМБР «Беркут»), подразделением милиции быстрого реагирования (ПМБР «Беркут»), отдельным батальоном милиции особого назначения (ОБМОН «Беркут»).
Первоначально «Беркут» подчинялся региональным Управлениям по борьбе с организованной преступностью МВД Украины. В 1997 году «Беркут» был переподчинён региональным Управлениям общественной безопасности МВД Украины, но, по утверждению оппозиционной прессы, это происходило без соблюдения должной законодательной процедуры. Поэтому, 11 января 2014 года Министерство юстиции Украины зарегистрировало Приказ МВД Украины от 24 октября 2013 года «Об утверждении Положения о специальном подразделении милиции общественной безопасности „Беркут“».

### Деятельность
В связи с ростом преступности в странах СНГ, в том числе и на Украине, после распада СССР, подразделения «Беркута» оказались востребованными. Ежедневно «Беркут» в среднем предотвращал около 30 преступлений.
Подавляющее большинство операций по нейтрализации организованных преступных группировок (ОПГ) 1990-х годов на Украине, таких как крымские ОПГ «Сэйлем» и «Башмаки», киевские ОПГ Авдышева, Киселя и Савлохи, проводились при непосредственном участии «Беркута».
Подразделения «Беркут» неоднократно привлекались для локализации и прекращения массовых конфликтов на межнациональной почве и обеспечения общественного порядка на массовых мероприятиях (в частности, на футбольных матчах).
Сводные отряды региональных подразделений «Беркута» периодически направлялись в командировки в Киев, где несли службу по охране общественного порядка в периоды напряжения политической обстановки: во время Оранжевой революции 2004 года, политического кризиса 2007 года и Евромайдана.
22 июня 2011 года, в день 70-летия начала Великой Отечественной войны сотрудники «Беркута» обеспечивали правопорядок во Львове.
2 июля 2011 года участвовали в потасовке с православными казаками, а также представителями Конгресса Русских Общин Крыма и партии «Русское Единство» по факту попытки установки незаконного мемориала в виде поклонного креста казаками и их сторонниками. В результате столкновений 9 человек получили травмы, серьёзные ранения получили 15 казаков, 10 человек были задержаны.
9 мая 2012 года в Тернополе сотрудники «Беркута» защитили от нападения активистов ВО «Свобода» демонстрантов, под красными флагами возлагавших цветы к Вечному огню на Холме Славы
24 октября 2013 года МВД Украины выпустило Приказ № 1011 «Об утверждении Положения о специальном подразделении милиции общественной безопасности „Беркут“». 11 января 2014 года приказ был зарегистрирован в Министерстве юстиции под номером 19/24796, и 21 января 2014 года вступил в силу. Данное положение позволяло бойцам «Беркута» применять огнестрельное оружие при исполнении своих обязанностей.

#### Противостояние с футбольными фанатами

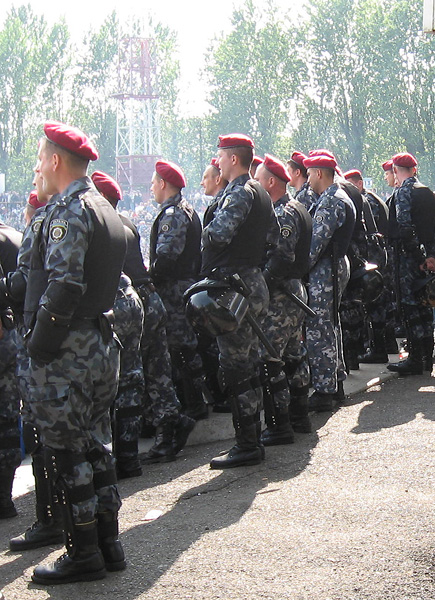
Бойцы спецподразделения МВД «Беркут» во время футбольного матча

В начале 2000-х годов участились случаи жестокого обращения с футбольными фанатами со стороны сотрудников спецподразделения «Беркут». Так, во время проведения матча 1/16 финала Кубка Украины между «Полесьем» и киевским «Динамо» в 2002 году в День Независимости Украины в Житомире сотрудники подразделения действовали жёстко, порой очень жестоко, особо не разбираясь, кто вставал у них на пути. О превышении своих полномочий со стороны спецподразделения также заявлял Вадим Костюченко — вице-президент киевского футбольного клуба «Динамо».
Жёсткие и агрессивные действия сотрудников спецподразделения вызывали неоднократное возмущение широкой общественности, фанатских футбольных организаций и политиков Украины. Лишь после широкого резонанса в СМИ сотрудники привлекались к ответственности.

#### Евромайдан
24 ноября 2013 года в Киеве произошли первые столкновения между подразделениями «Беркута» и радикально настроенными протестующими. После многолюдного шествия и митинга оппозиции на Европейской площади часть демонстрантов (в основном сторонники партии «Свобода») попытались прорваться к центральному входу в здание Кабинета министров и заблокировали проезд правительственных автомобилей. У входа расположились несколько сотен бойцов «Беркута», с которыми манифестанты вступили в столкновения. В ответ на действия протестующих, которые распылили газ, использовали дубинки, бросали взрывпакеты, милиционеры применили дубинки и слезоточивый газ. Один сотрудник милиции был госпитализирован с травмой головы. 26 ноября 2013 народный депутат Украины Геннадий Москаль заявил, что спецподразделение «Беркут» является незаконным, поскольку приказ о его создании не прошёл обязательную регистрацию в Министерстве юстиции Украины
В ночь с 29 на 30 ноября несколько сотен бойцов «Беркута» силой разогнали митинг на Майдане, при этом они не только вытесняли митингующих с площади, но и избивали их дубинками и ногами, догоняя даже во дворах за пределами площади.
5 декабря 2013 года, как реакция на участие спецподразделения в силовом разгоне Евромайдана в ночь 30 ноября в Верховной Раде Украины был зарегистрирован проект постановления о запрещении функционирования спецподразделения МВД «Беркут».
По словам Арсения Яценюка, в проекте два пункта: ликвидация «Беркута» и лишение специальных и военных званий рядового и начальственного состава этого подразделения.
Обвинять бойцов спецназа в том, что они выполняли свои служебные обязанности, нелепо. «Беркут» — это инструмент. Он может оказаться в хороших руках или плохих. Как снайперская винтовка. Если снайперская винтовка окажется в руках киллера и он из неё убьёт человека, вы же не отдадите под суд винтовку? Смешно говорить, что наши сотрудники стояли за Януковича. Можно только обсуждать, насколько профессионально они действовали.
— Владимир Крашевский, председатель правления Ассоциации ветеранов спецподразделения «Беркут».

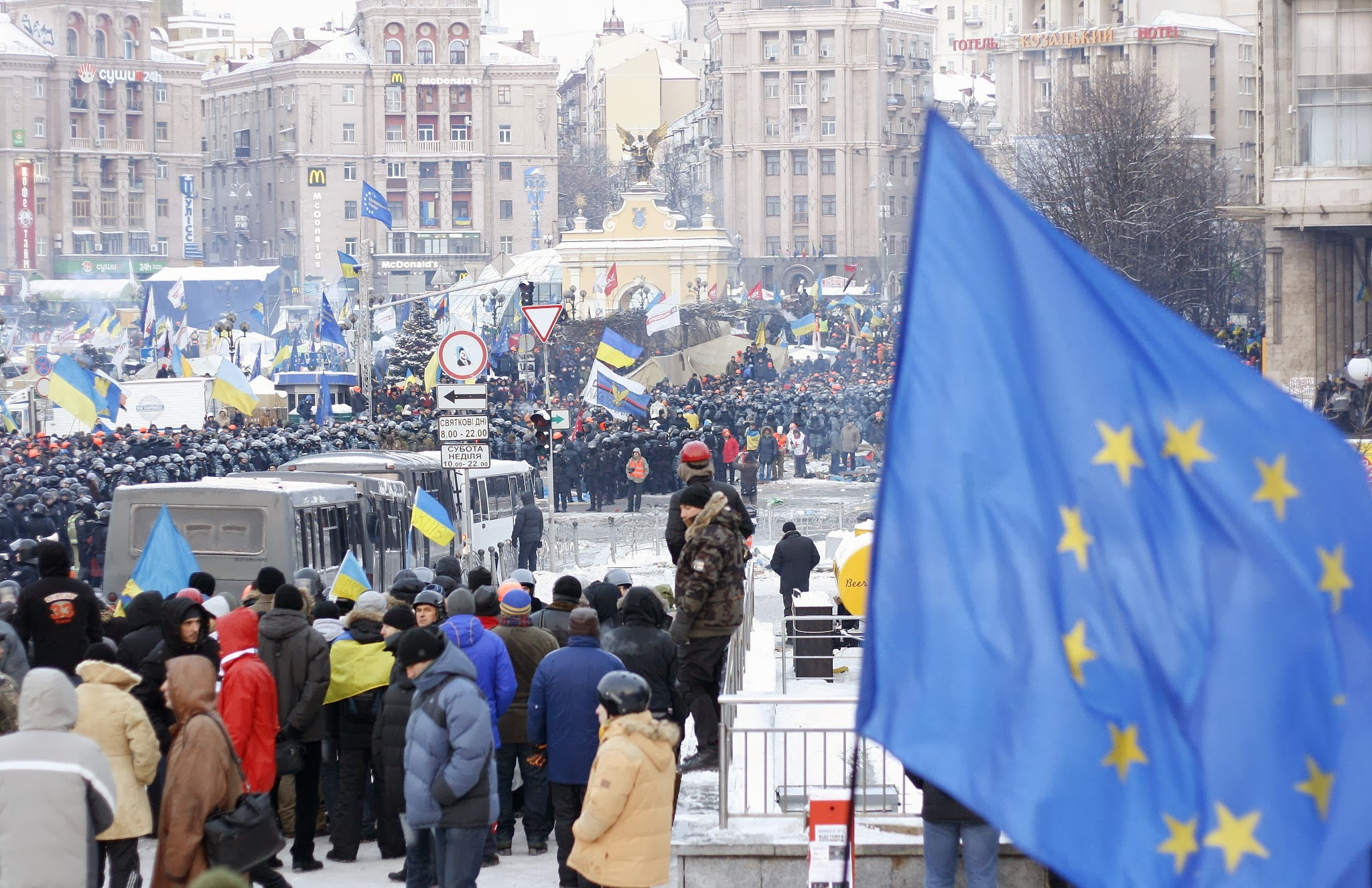
Евромайдан, 11 декабря 2013 года

Нарастание противостояния «Беркута» и протестующих привели к тому, что в адрес милиционеров и их семей начали поступать угрозы. 12 января 2014 года на интернет-сайте bandosam.net был опубликован список полутора тысяч сотрудников «Беркута», указаны их фамилии, имена и отчества, даты рождения и места службы. В дальнейшем список дополнялся.
21 февраля 2014 года, под давлением и при посредничестве представителей Евросоюза, президент Виктор Янукович согласился на вывод «Беркута» из Киева и подписал Соглашение об урегулировании политического кризиса с лидерами оппозиции Виталием Кличко, Арсением Яценюком и Олегом Тягнибоком, которое не было принято протестующими.
Подразделения «Беркута» покинули центр Киева и начали возвращение к местам дислокации, а функции «охраны общественного порядка» взяли на себя отряды «Самообороны Майдана». Сотрудники спецподразделения восприняли соглашение Виктора Януковича с оппозицией как предательство. В тот же день, прогнозируя последующее развитие событий, министр внутренних дел Виталий Захарченко рекомендовал сотрудникам «Беркута» срочно покинуть Киев и уехать в Донецк и Крым, где им не угрожала опасность. На сотрудников спецподразделения в Киеве была объявлена охота. В киевские больницы, где лежали раненые сотрудники, приходили члены праворадикальной организации «Правый сектор». На выездах из города и в области вооружённые отряды самообороны досматривали все автомобили в поисках «беркутовцев». Так, 21 февраля в районе села Княжичи Киевской области местная «самооборона» обстреляла автобус с бойцами «Беркута» из Сумской области, возвращавшимися к месту постоянной дислокации, в результате один «беркутовец» был ранен, 20 спецназовцев задержаны и доставлены в райотдел милиции. Два автобуса с бойцами днепропетровского «Беркута» были блокированы на въезде в аэропорт «Жуляны», милиционеров заставили сдать амуницию и пройти через «коридор позора».
За время акций протеста в Киеве в ноябре 2013 — феврале 2014 года многие сотрудники «Беркута» получили ранения, в том числе огнестрельные, около пяти сотрудников погибли. Так 18 февраля в ходе столкновений с протестующими погибло 3 сотрудника крымского «Беркута», а около 30 сотрудников оказались в больницах с ранениями различной степени тяжести. Сотрудников закидывали коктейлями Молотова и булыжниками.
После отстранения Виктора Януковича от должности Верховной Радой, часть подразделений «Беркута» поддержали новую власть, в то же время многие сотрудники подали рапорты об увольнении, некоторые обратились к России и Беларуси с просьбой о политическом убежище. 24 февраля 2014 бойцы львовского «Беркута», не принимавшего участия в активной фазе киевских событий, были вынуждены, стоя на коленях, просить прощения у львовского Майдана под крики «Позор». Позднее экс-министр внутренних дел Украины Виталий Захарченко сообщил, что львовский «Беркут» отправили домой досрочно из-за угроз семьям сотрудников.
Жители Крыма, Севастополя, Донецка и Луганска встречали свои подразделения «Беркута» как героев.
25 февраля 2014 года назначенный Верховной Радой и. о. министра внутренних дел Украины Арсен Аваков сообщил, что некоторые подразделения остались без руководства, которое сбежало, а 35 бойцов киевского спецподразделения покинуло место дислокации с оружием.

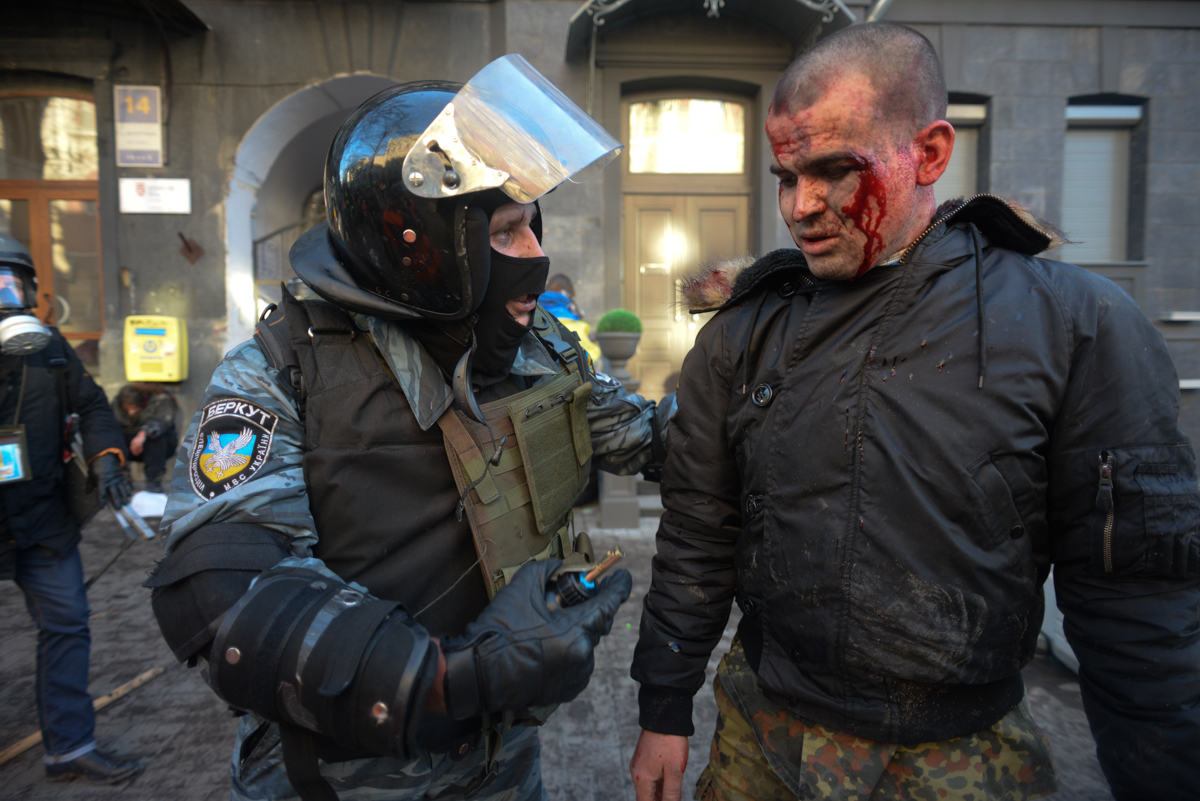
Участник антиправительственных протестов, задержанный сотрудником отряда «Беркут». 18 февраля 2014 года
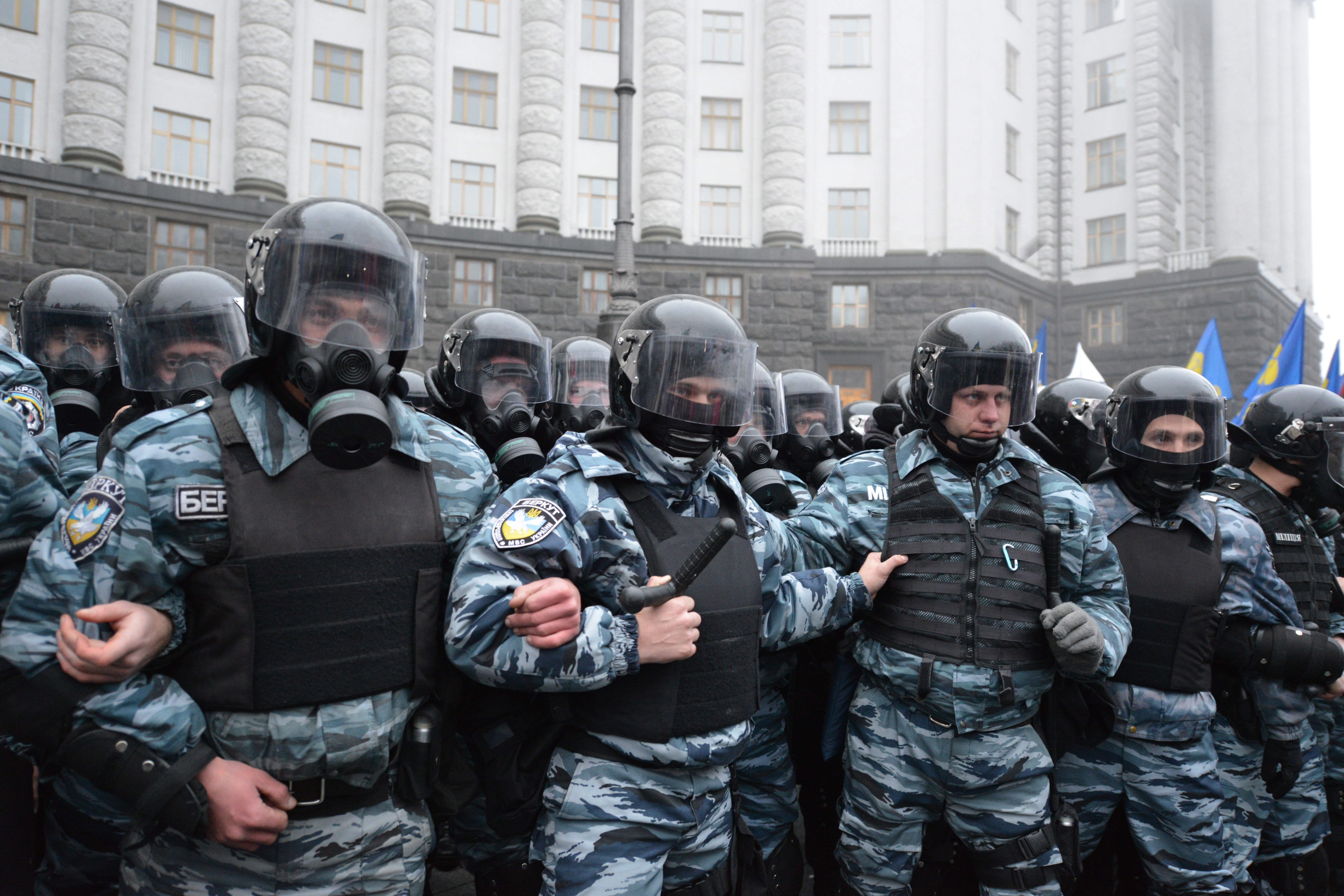
Отряд «Беркута» в оцеплении правительственного квартала (на подступах к зданию кабинета министров Украины)
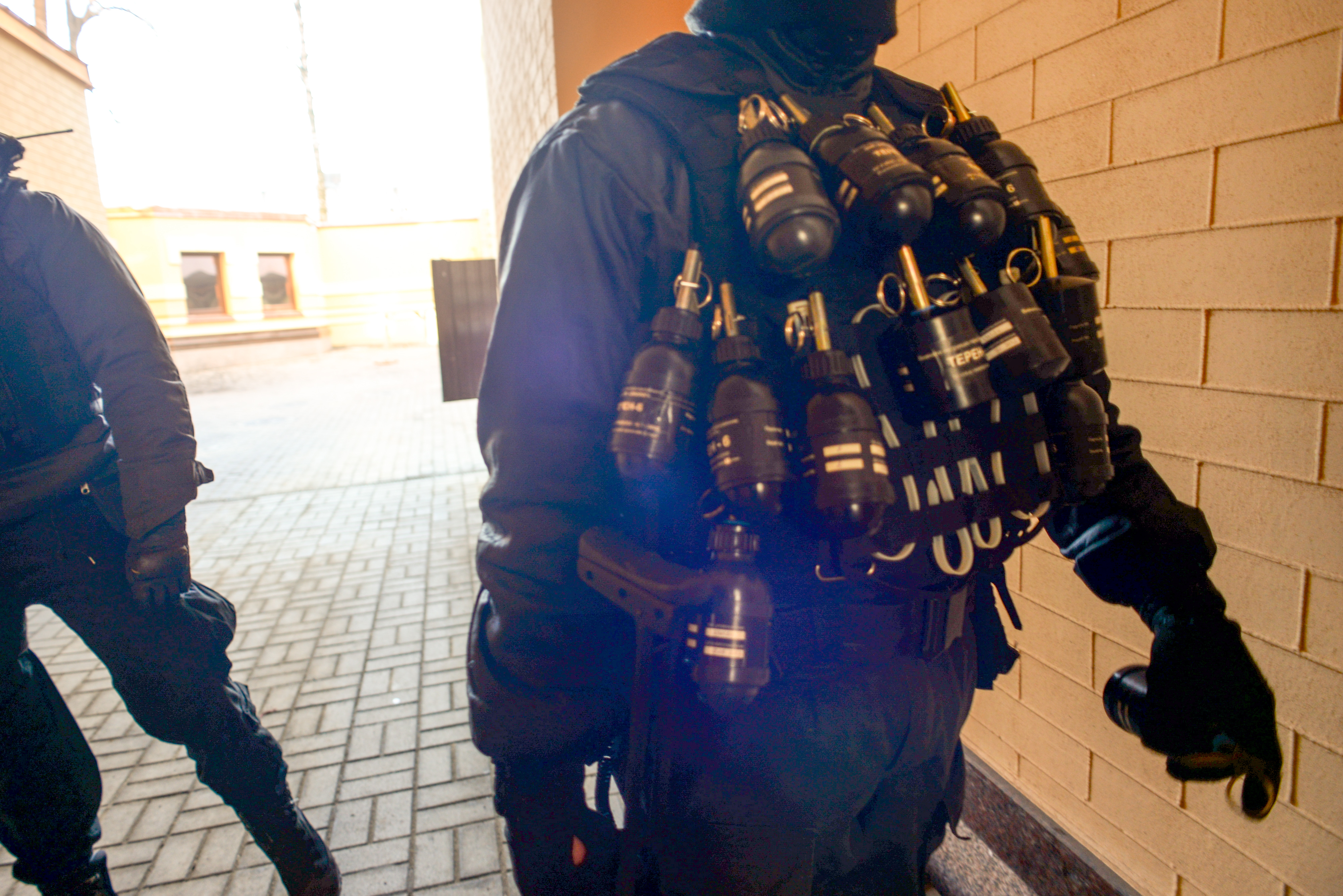
Сотрудник органов охраны правопорядка в специальной экипировке, поверх которой закреплены светошумовые и слезоточивые гранаты
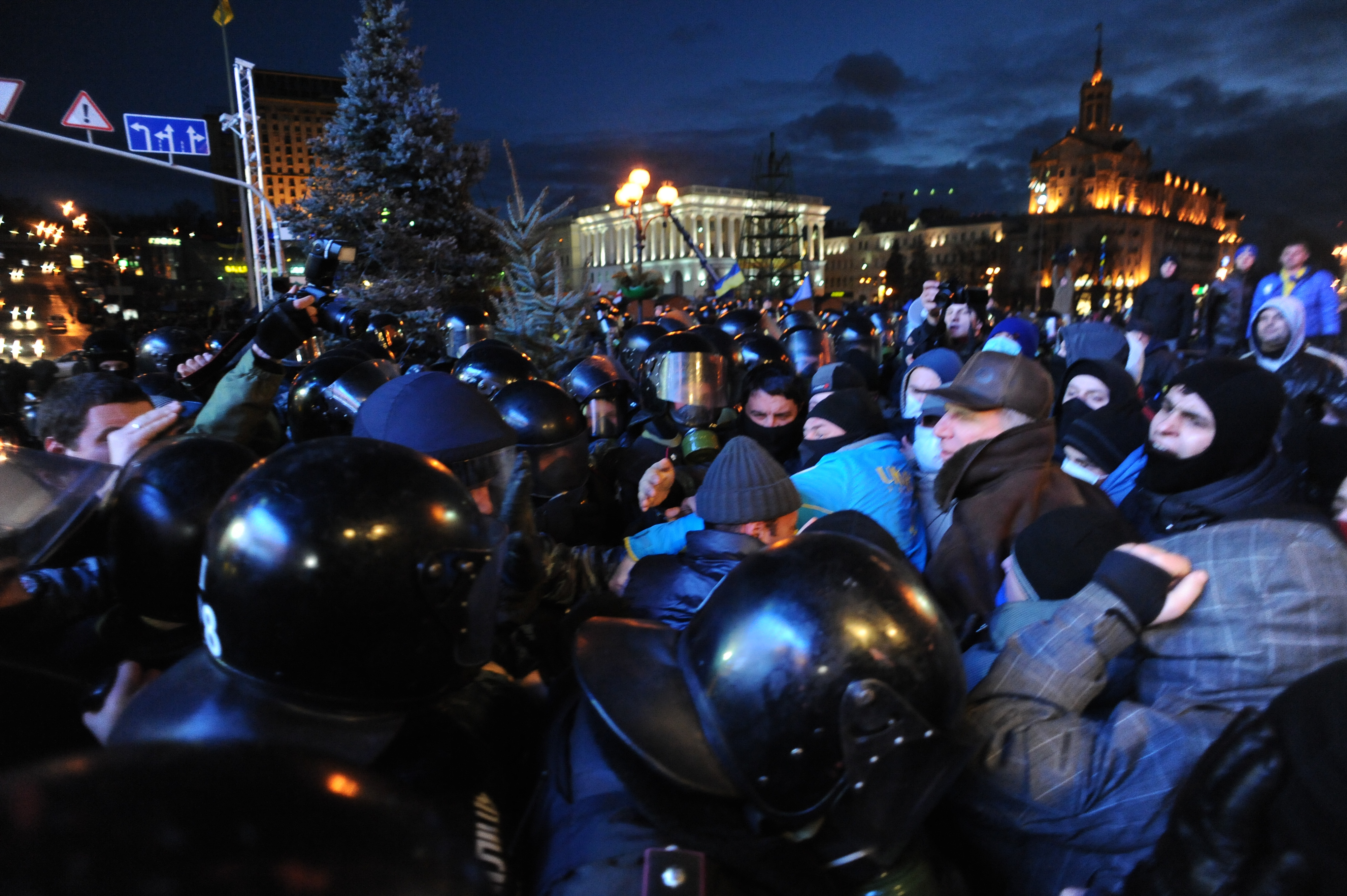
Столкновение отряда «Беркута» с манифестантами на Майдане в Киеве
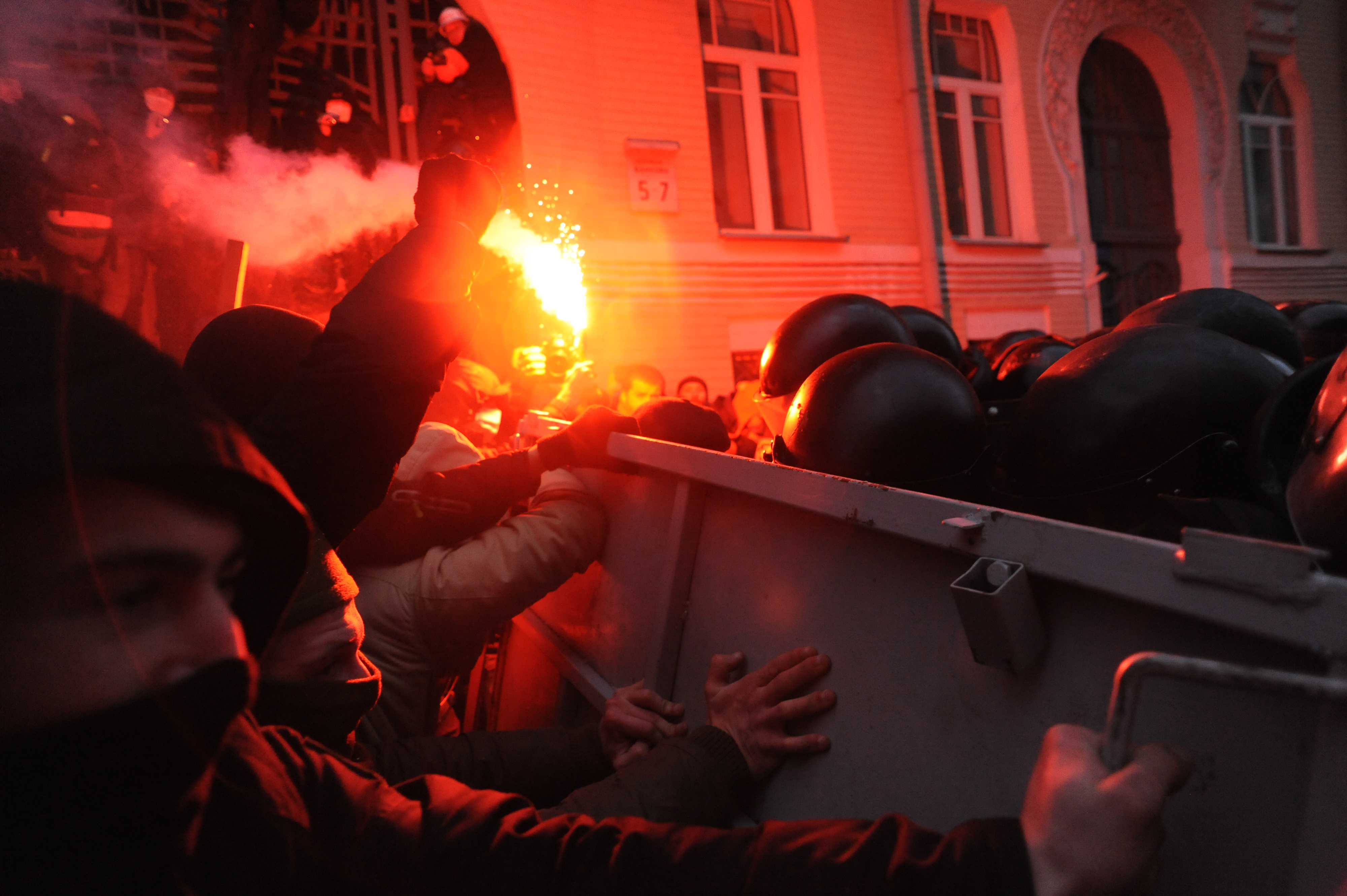
Отряд «Беркута» сдерживает натиск участников антиправительственных выступлений в Киеве
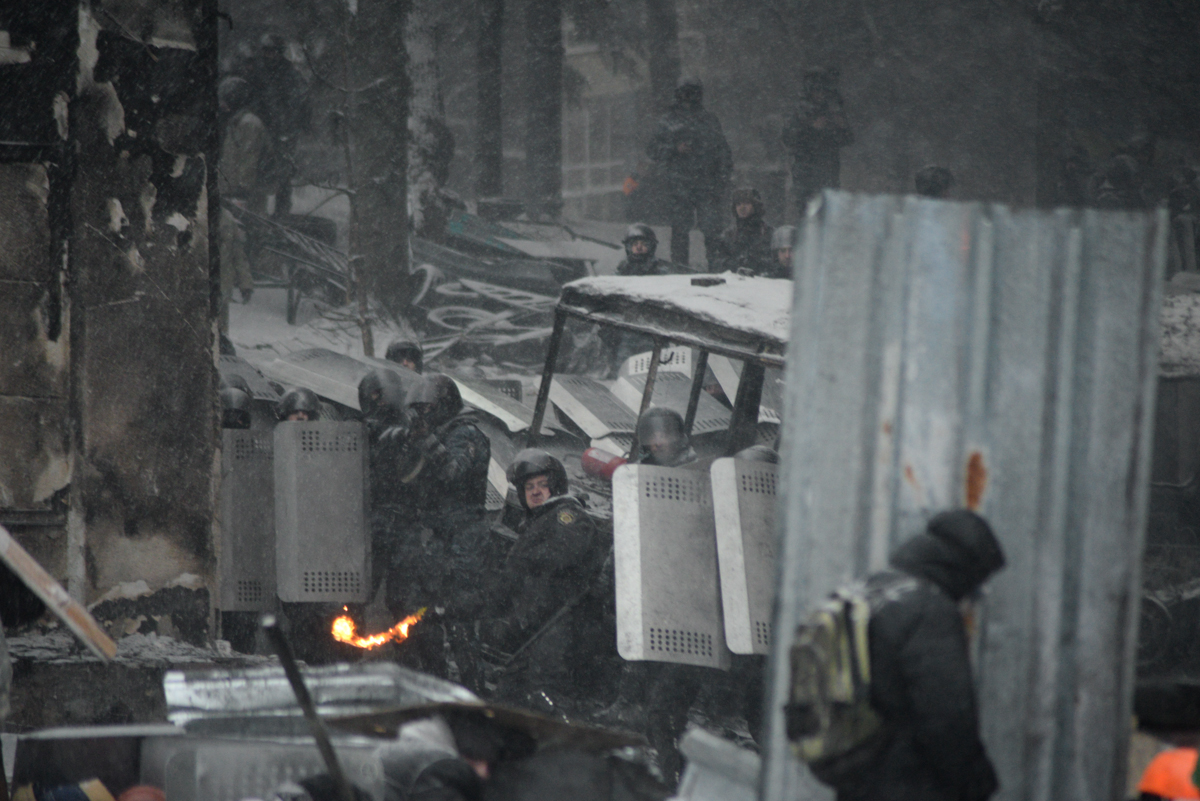
Бойцы «Беркута» и военнослужащие Внутренних войск МВД отражают атаку участников антиправительственных выступлений в Киеве
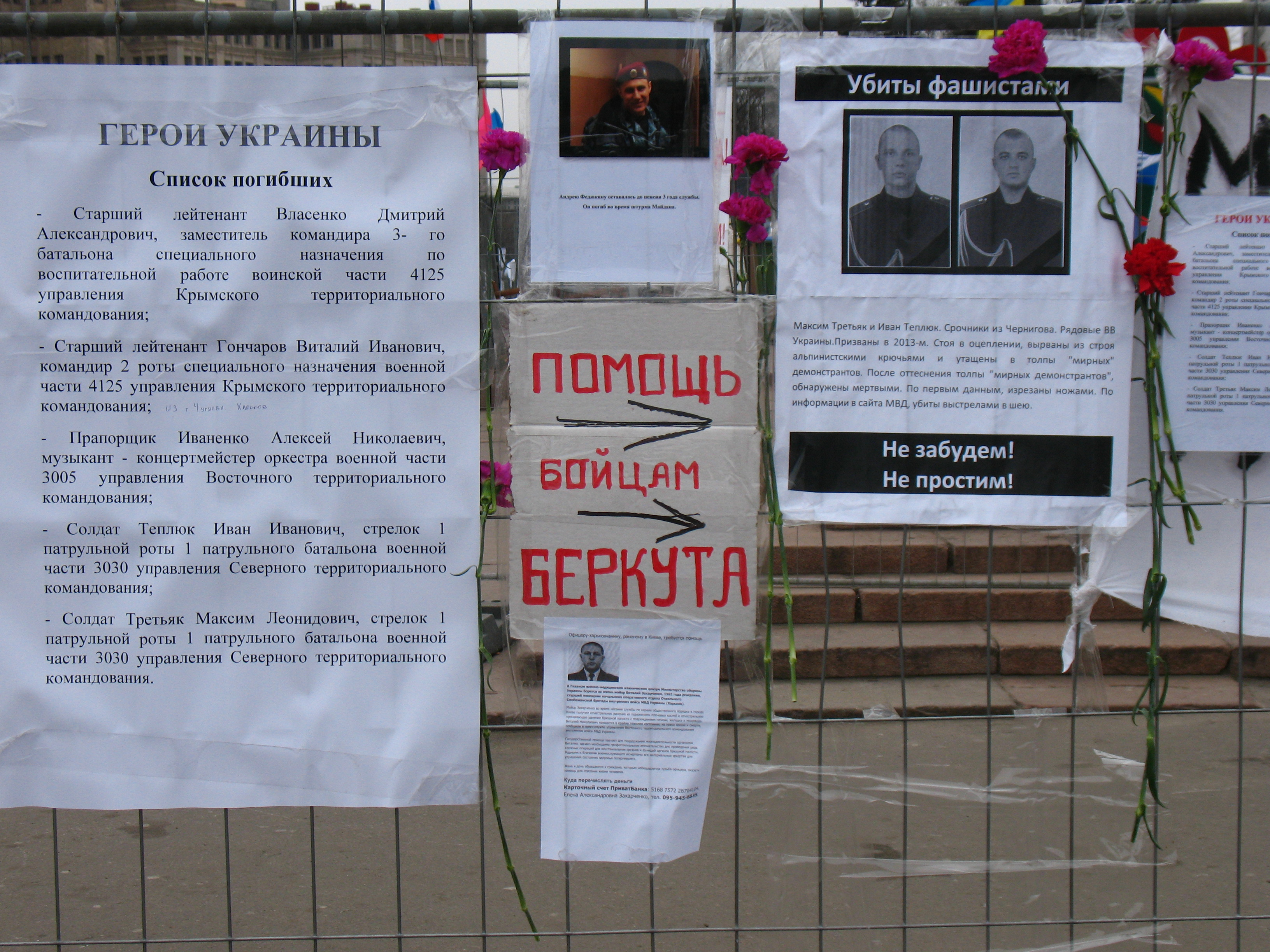
Сбор средств бойцам «Беркута», Харьков, март 2014 года

### Расформирование

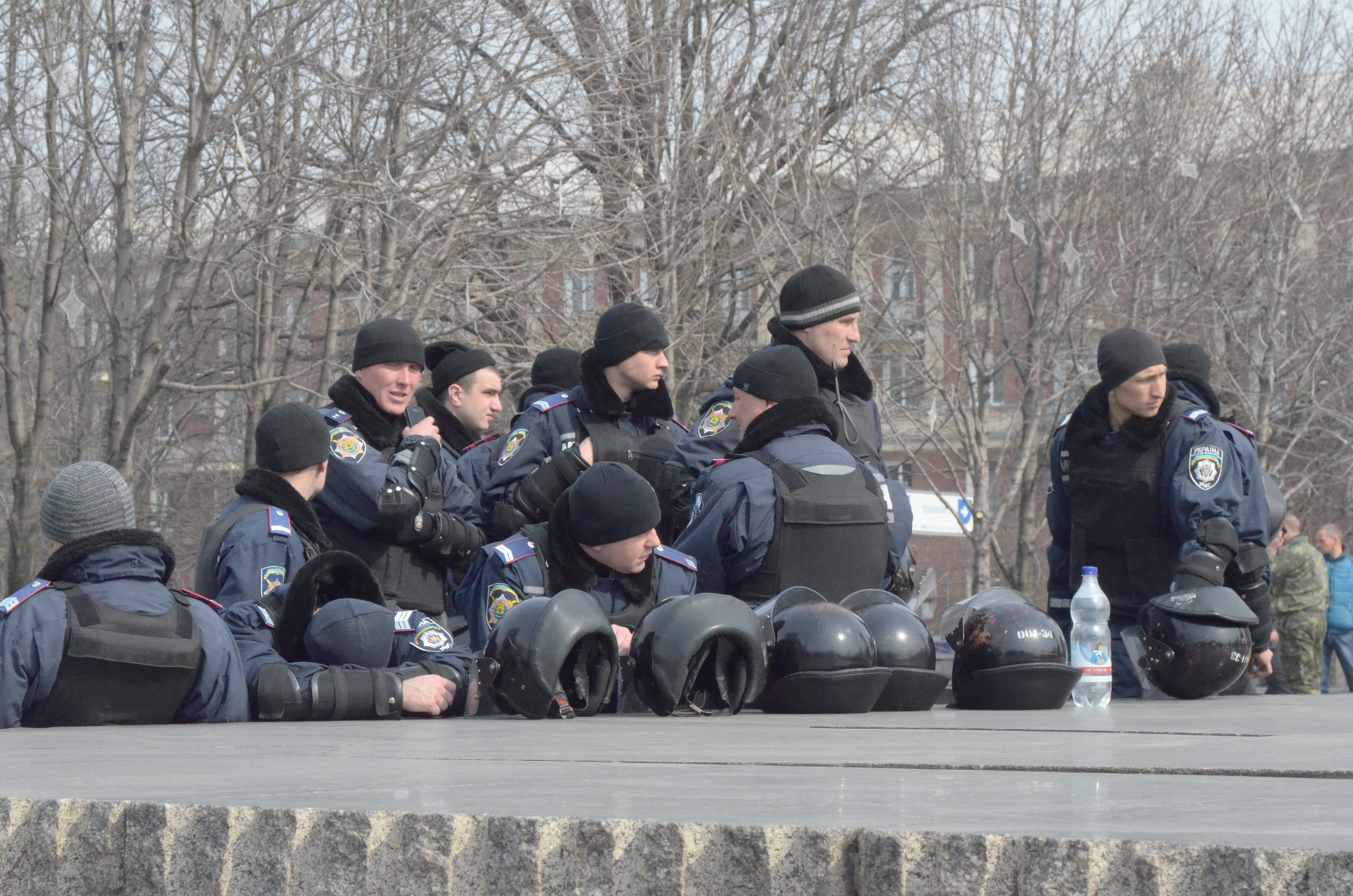
Донецкий Специальный отряд милиции особого назначения, 15 марта 2014 года

25 февраля 2014 года уполномоченный Верховной Рады по контролю над деятельностью МВД Украины Арсен Аваков подписал Указ № 144 «О роспуске специального подразделения милиции общественной безопасности „Беркут“». Причиной ликвидации подразделения Аваков назвал его «полную дискредитацию перед Украинским народом». Также на брифинге в МВД он сообщил, что все сотрудники спецподразделения выводятся в распоряжение кадровых подразделений для проведения в течение 10—15 дней переаттестации, по результатам которой будет принято решение, кто продолжит несение службы «на стороне народа». Было сообщено о создании нового подразделения, предназначенного для выполнения задач по обеспечению общественной безопасности. К и. о. Президента Украины Турчинову поступили предложения создать бригаду специального назначения «Имени героев Майдана».

26 февраля 2014 года появилось сообщение о том, что базу расформированного «Беркута» в Ровно решено передать «Правому сектору» и другим организациям, которые «занимаются охраной правопорядка».

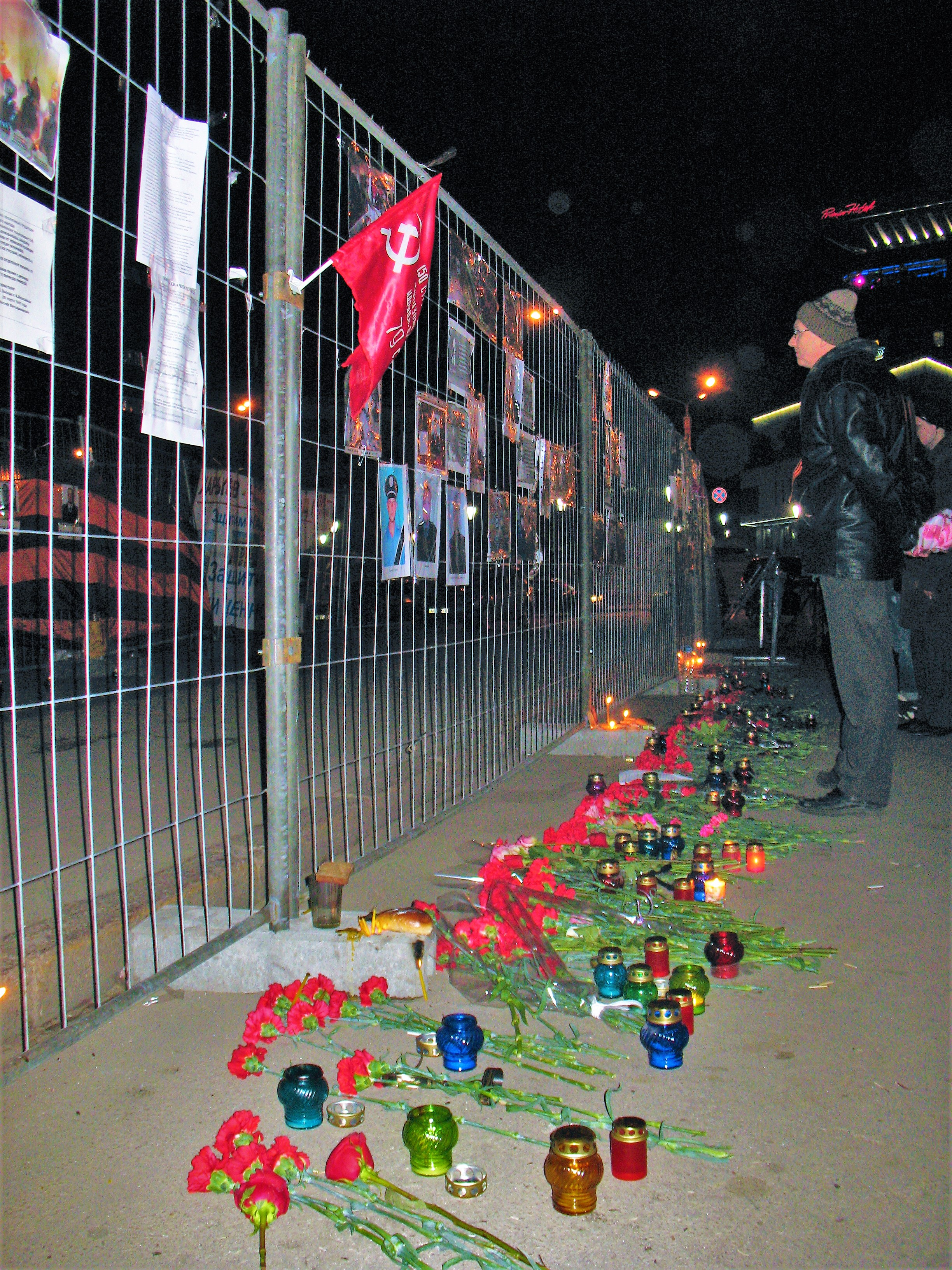
Импровизированный мемориал памяти погибших бойцов харьковского «Беркута». Харьков, пл. Свободы, 1 марта

27 февраля 2014 депутат Верховной рады Г. Г. Москаль назвал приказ о роспуске «Беркута» популистским и обвинил новое руководство МВД в том, что оно, подвергшись «эмоциям Майдана», по сути распустило милицейский спецназ, который после вывода из Киева не представлял никакой угрозы.
28 февраля 2014 года, на своей пресс-конференции в Ростове-на-Дону, президент Украины Виктор Янукович сказал: «Я встречался с Беркутом и извинился перед ними. Это люди, которые стояли и выстояли безоружные. Их обливали коктейлями Молотова, жгли, стреляли из нарезного оружия и убивали. Я хочу ещё раз повторить, что извиняюсь перед мужественными людьми, которые стояли и невинно страдали».
1 марта в Киеве, у Академии МВД, прошёл траурный митинг о погибших в ходе столкновения бойцах «Беркута», на который пришли ветераны и бывшие бойцы расформированного спецподразделения.
По данным СМИ, за интервью, взятое у «Беркута», репортёр «Навигатора» Сергей Рулёв, с его слов, был избит и подвергнут пыткам.
В марте 2014 года бойцы донецкого «Беркута» отказались выполнять приказ о разгоне митингующих против назначения губернатором региона Сергея Таруты и за освобождение ранее задержанного «народного губернатора» Донецкой области Павла Губарева.

## После расформирования
После расформирования части сотрудников «Беркута» были предъявлены обвинения в связи с событиями на Евромайдане: 5 «беркутовцев» на Украине стали подсудимыми, 21 «беркутовец» бежал и был объявлен в розыск властями Украины (из них 15 получили гражданство России, а 3 — убежище в России). Также часть бывших «беркутовцев» несли службу в зоне боевых действий на Донбассе в 2014 году.
В 2023 году, после семи с половиной лет суд присяжных в Киеве оправдал двух «беркутовцев», обвинявшихся в массовых убийствах. Ещё троих приговорили к лишению свободы — но заочно.

### Украина
В связи с продолжением акций протеста на Украине многие бывшие сотрудники «Беркута» продолжили несение службы по охране общественного порядка во вновь созданных подразделениях, но в меньшей численности, так как часть их по различным мотивам уволилась из милиции.
В Донецке из бывших сотрудников спецподразделения «Беркут» был создан «Специальный отряд милиции особого назначения». Во Львове бывшие сотрудники «Беркута» перешли на службу в другие подразделения, 37 человек уволилось. В Днепропетровске и Одессе бывшие сотрудники «Беркута» задействованы для патрулирования улиц совместно с народными дружинниками.

По сообщению и. о. генпрокурора Украины Олега Махницкого, с 1 на 2 апреля 2014 года Генеральная прокуратура Украины задержала трёх бывших бойцов спецподразделения киевского «Беркута», которых обвинили в причастности к убийствам активистов на Евромайдане в феврале 2014 года. В ночь с 2 на 3 апреля 2014 года действующие сотрудники милиции, ранее служившие в спецподразделении, пикетировали в Киеве Главу МВД, требуя прояснить судьбу задержанных товарищей и провести объективное расследование событий на Майдане, в том числе — гибели сотрудников милиции. К собравшимся вышел начальник ГСУ Генпрокуратуры Игорь Щербина, который сообщил, что на данный момент нет задержанных подозреваемых в убийстве сотрудников милиции на Евромайдане. После короткой беседы часть задержанных беркутовцев была отпущена. На следующий день, 3 апреля, Генеральная прокуратура Украины сообщила о задержании 12 бойцов «Беркута» по подозрению в стрельбе в Киеве 18—20 февраля. При этом действующий руководитель СБУ Наливайченко назвал их военными преступниками. 3 апреля на совместной пресс-конференции Арсена Авакова (МВД), Олега Махницкого (Генпрокуратура) и Валентина Наливайченко (СБУ) бойцы «Беркута» были названы главными виновниками гибели людей на Евромайдане. При этом о расследовании фактов гибели милиционеров и солдат внутренних войск (с 18 по 20 февраля 2014 огнестрельные ранения получили 196 сотрудников милиции и военнослужащих внутренних войск, из них были убиты 7 человек из внутренних войск и 10 из органов внутренних дел) вообще не было речи, что, по мнению некоторых, свидетельствовало о предвзятости нового руководства правоохранительных органов Украины. Категорически отрицают все обвинения в адрес «Беркута» Виктор Янукович, экс-глава МВД Виталий Захарченко и экс-глава СБУ Александр Якименко, бежавшие из Украины. Все они настаивают на независимом международном расследовании гибели людей на Майдане, ранее предусмотренном Соглашением от 21 февраля 2014 года.

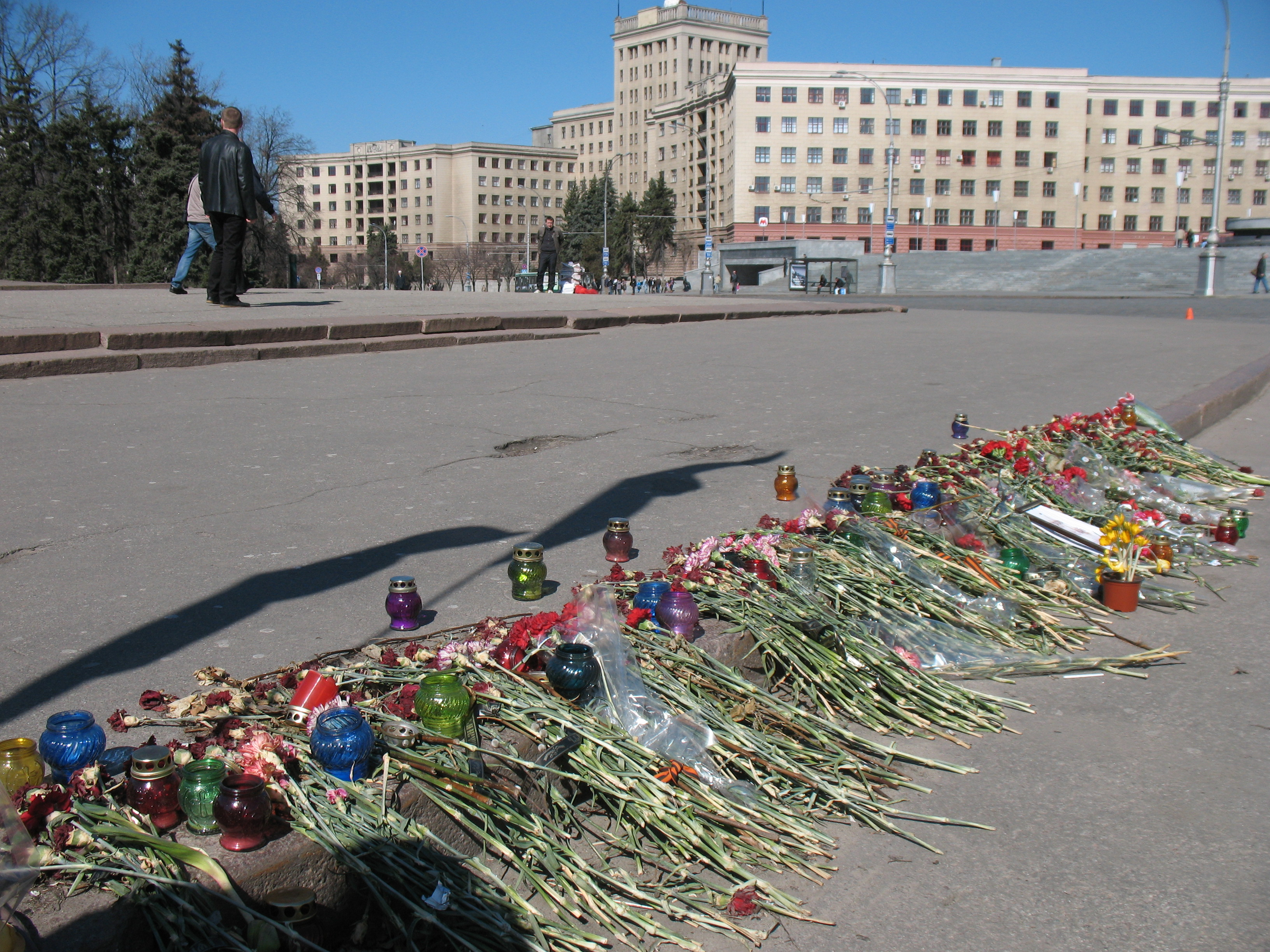
Памяти погибших сотрудников «Беркута». Площадь Свободы, Харьков, 23 марта

5 июля 2014 года глава временной следственной комиссии Верховной Рады депутат Г. Москаль на своём личном сайте сообщил о завершении расследования и выложил отчёт, подготовленный комиссией. Комиссия не смогла установить лиц, которые использовали огнестрельное оружие 18—20 февраля. Было установлено, что 20 февраля 2014 на боевых позициях находились снайперы Внутренних войск МВД, Управления государственной охраны, спецподразделений СБУ «Альфа», МВД «Сокол» и киевского «Беркута». Также Комиссия пришла к выводу, что к расстрелу митингующих на улице Институтской и на Майдане Независимости мог быть причастен севастопольский «Беркут». Комиссия возложила вину за кровопролитие на «преступную организацию» чиновников во главе с Виктором Януковичем. В состав организации, по мнению комиссии, также входил начальник спецподразделения «Беркут» ГУ МВД Украины в г. Киеве Сергей Николаевич Кусюк.
Во время обострения противостояния в юго-восточных регионах Украины в апреле 2014 года, бойцы расформированного днепропетровского «Беркута» 8 апреля вышли на охрану здания обладминистрации с георгиевскими лентами на форме, а харьковский «Беркут» отказался применять силу в отношении к харьковским противникам Евромайдана, после чего был разоружён, вызвав гнев министра А. Авакова. 12 апреля бойцы бывшего донецкого Беркута отказались выполнять приказы властей, не став разгонять пророссийских демонстрантов.
В июне 2014 года бывшие бойцы киевского спецподразделения «Беркут» охраняли блокпосты возле Славянска в зоне боевых действий на Донбассе. Бойцы несли службу в своей форме с маркировкой «Беркут».
На 17 июля 2014 года были задержаны 12 бывших бойцов спецподразделения «Беркут» по подозрению в причастности к убийству митингующих.
29 декабря 2019 года пятеро бывших «беркутовцев», подозреваемых в расстрелах участников Евромайдана в феврале 2014 года (Олег Янишевский, Сергей Зинченко, Павел Аброськин, Александр Маринченко и Сергей Тамтур) были переданы ДНР и ЛНР в рамках крупномасштабного обмена заключёнными и пленными. Решение о выдаче этих людей, пребывавших под следствием, вызвало протесты и акции по блокированию СИЗО.

### Крым
Крымский «Беркут» командировал в Киев 150 сотрудников, из которых во время беспорядков один был убит и 32 ранены. После событий 18—20 февраля в Киеве бойцы спецподразделения «Беркут» 22 февраля 2014 года вернулись в Севастополь и Симферополь. Крымский «Беркут» не признал законность распоряжения А. Б. Авакова о роспуске подразделения. 25 февраля 2014 спецподразделение СБУ «Альфа», а также другие спецподразделения Украины, несмотря на давление, отказались разоружать крымский «Беркут». База «Беркута» в Симферополе была взята под охрану Самообороной Крыма до нормализации обстановки в Крыму. Бойцы «Беркута» участвовали в организации и охране блокпостов на въездах в Севастополь. 26 февраля 2014 «народный мэр» Севастополя Алексей Чалый заявил о том, что севастопольский «Беркут» не будет расформирован и своим распоряжением создал специальное муниципальное подразделение милиции «Беркут» во главе с подполковником милиции Чередниченко А. В.

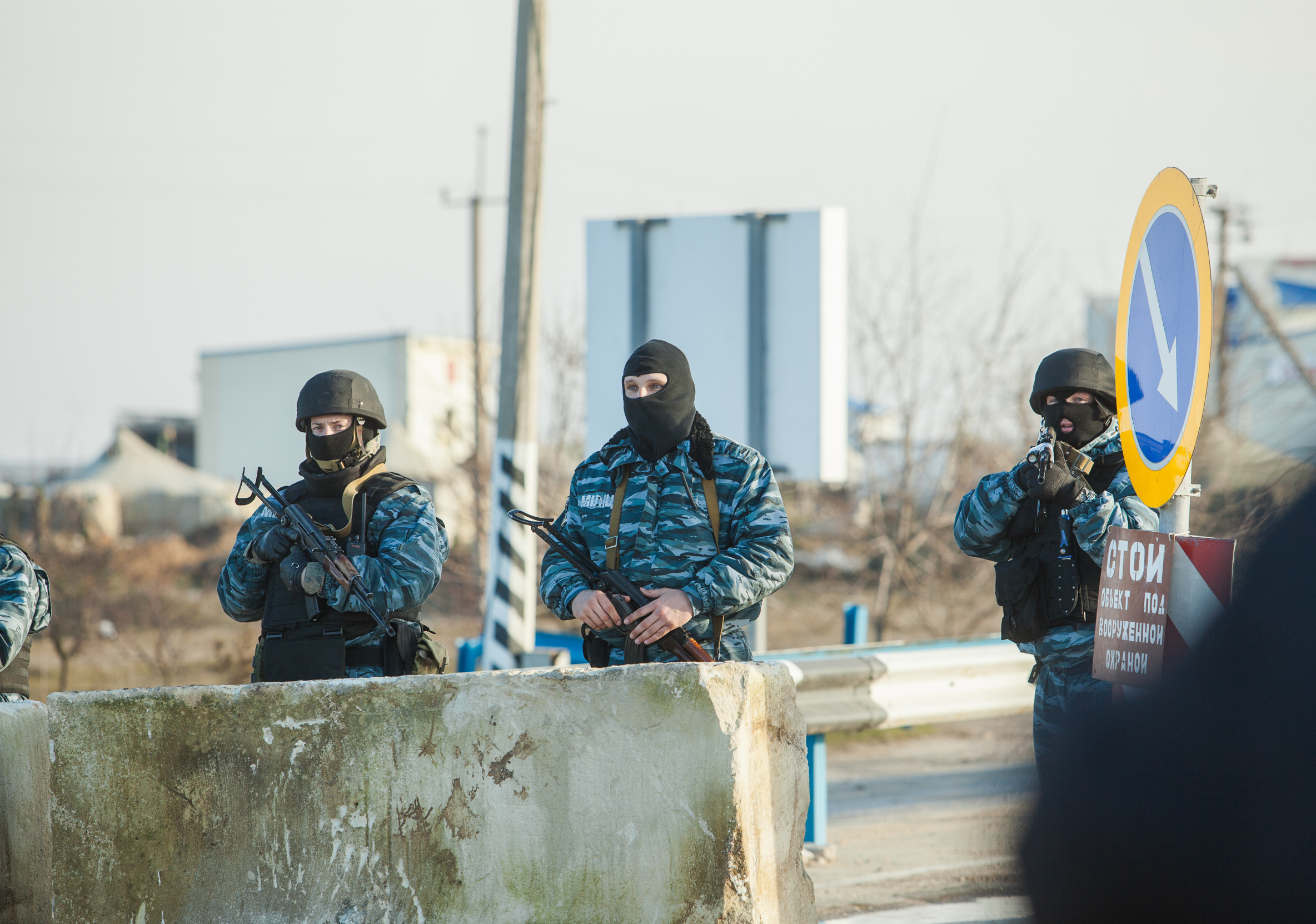
Бойцы в форме крымского «Беркута» на блок-посту на въезде в Крым. 10 марта 2014 года

28 февраля 2014 года Верховный Совет Автономной Республики Крым создал спецподразделение охраны общественного порядка «Беркут», которое подчинялось исключительно властям Автономной Республики Крым.. Численность спецподразделения планировалось довести до 800 человек.
Министерство иностранных дел Российской Федерации поручило Генконсульству РФ в Симферополе начать выдачу российских паспортов бойцам отряда «Беркут». Первые паспорта были выданы 1 марта 2014 года. 14 марта генеральный консул России в Симферополе сообщил о том, что паспорта граждан России получили несколько сотен бывших сотрудников спецподразделения.
После аннексии Крыма Российской Федерацией в марте 2014 года сотрудники продолжили службу в составе МВД России, а затем Росгвардии.

### Луганская и Донецкая народные республики
На территории самопровозглашённых Луганской и Донецкой народных республик были сохранены и продолжали деятельность подразделения «Беркут» в составе соответствующих министерств внутренних дел.

### Россия

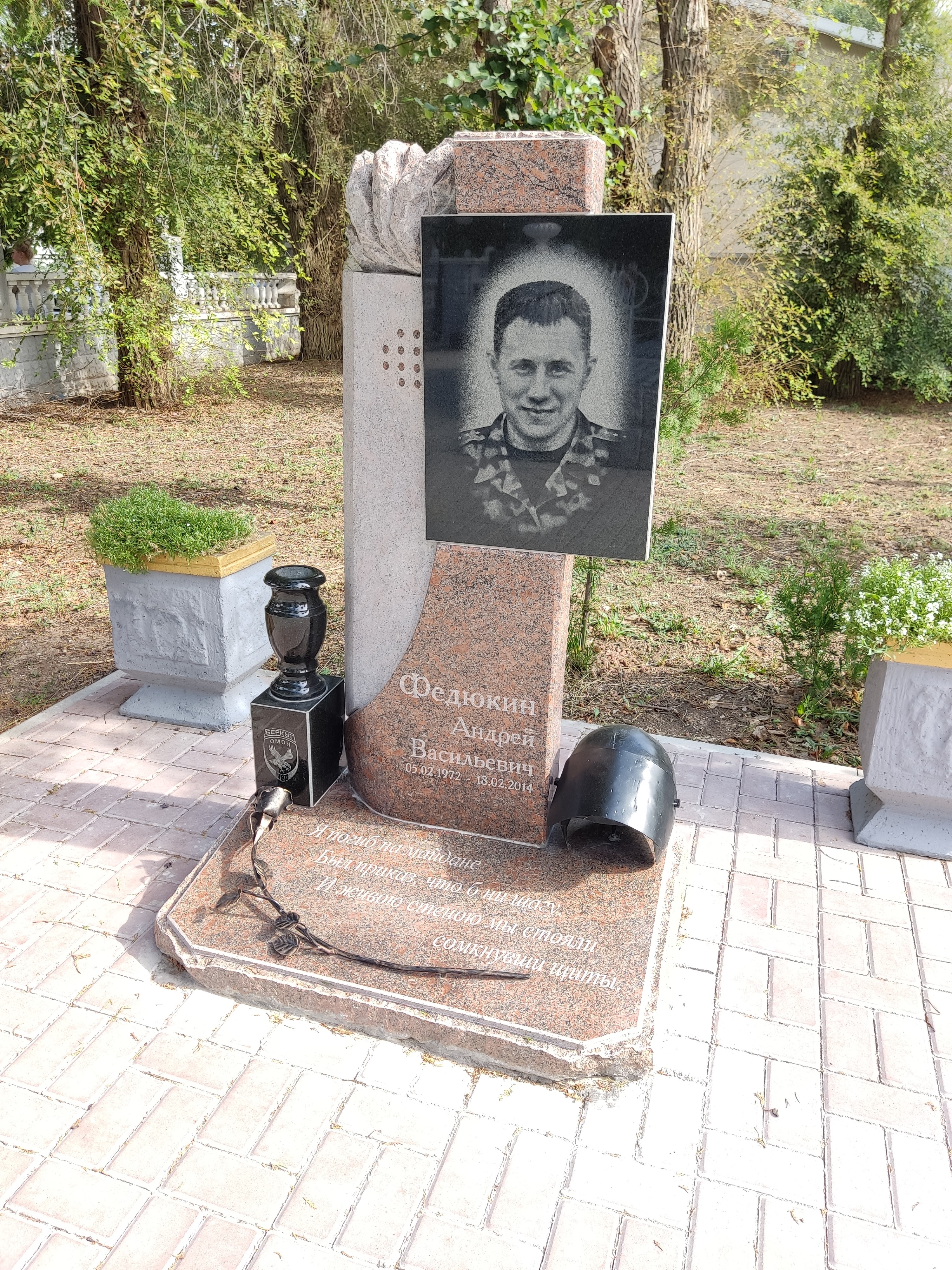
Памятник Андрею Федюкину в Евпатории

28 февраля 2014 года Министерство внутренних дел Российской Федерации на своём сайте сообщило, что готово принять на службу бывших сотрудников украинской милиции. 1 марта 2014 года ГУВД МВД РФ по городу Москве сообщило, что готово сформировать батальон из бывших бойцов «Беркута», получивших гражданство России.
24 марта 2014 года, во время посещения Крыма, министр внутренних дел Российской Федерации В. Колокольцев сообщил, что «Беркут» будет включён в состав подразделений МВД РФ (ныне — Росгвардия) под своим привычным названием, а зарплата сотрудников отряда вырастет более чем в два раза. Министр выразил личное восхищение мужеством и отвагой, которые проявил личный состав подразделения во время беспорядков в Киеве, и предложил почтить память погибших сотрудников спецподразделения минутой молчания. В тот же день все бойцы крымского спецподразделения были награждены медалью Министерства обороны России «За возвращение Крыма». Награды вручал министр обороны России С. К. Шойгу.
Определённую известность получил бывший замкомандира полка киевского «Беркута» Сергей Николаевич Кусюк. В 2013 году он руководил разгоном студентов на киевском Майдане, а в 2014 году сбежал в Крым и получил российское гражданство. После этого в звании полковника Росгвардии РФ, в 2017 и в 2019 годах был замечен во время разгонов мирных акций протеста в Москве. Также, по данным следствия Украины, именно он участвовал в сокрытии оружия с Майдана.

### Беларусь
На запрос «Радио «Свобода»» в 2014 году после публикации сайта газеты «Салідарнасць» про то, что в белорусском ОМОНе трудоустраиваются бывшие сотрудники украинского «Беркута», пресс-секретарь МВД Константин Шалкевич ответил отрицательно, так как «МВД не комментирует низкокачественные сочинения на свободную тему, размещённые в интернете».
Часть сотрудников николаевского «Беркута» проходят службу в спецподразделении МВД Беларуси. Плюс в 2020 году были опознаны и другие экс-сотрудники «Беркута» в рядах ОМОНа и других силовых структур Беларуси. Издание «Новы Час» продолжило журналистский цикл расследований и в 2021 году, идентифицировав ещё больше таких персоналий.

## Командиры
- Днепропетровский «Беркут»:
 С. В. Калугин, А. И. Ткаченко
- Житомирский «Беркут»:
Хапчук О. (1992—1997).[111]
- Закарпатский «Беркут»:
Петрунь В. И. (2008—2012)[112], Шаленик В. (2012—2014)[113]
- Запорожский «Беркут»:
А. Д. Доний (1992—1994), В. И. Котелевский, Ю. С. Калмыков [114]
- Ивано-Франковский «Беркут»:
А. Гайдай (1992—1996).[111]
- Киевский «Беркут»:
А. М. Куликов, В. А. Коновод, Д. Г. Силяков, Г. В. Абрамчук, В. В. Александров,
 С. Н. Кусюк (2013—2014)[115]
- Кировоградский «Беркут»:
В. Канчура[116]
- Криворожский «Беркут»:
Авдейчик Н. П.
- Крымский «Беркут»:
А. Крюковский (1992—1994);[111] Тимуш С. В.
- Ю. Н. Абисов[117]
- Луганский «Беркут»:
Н. Н. Огиенко; В. И. Соколов; В. Н. Костенко.
- Львовский «Беркут»:
И. Чаус (1992—1995); Р. Пацеляк.
- Николаевский «Беркут»:
Д. Kyликов.
- Одесский «Беркут»:
Н. М. Панькив;
- Полтавский «Беркут»:
А. П. Куценко[118]
- Ровненский «Беркут»:
Л. Потапчук (1992—1994).[111]
- Севастопольский «Беркут»:
С. Колбин[119]
- Сумской «Беркут»:
В. Драновский (1999—2005), А. Малоштан, В. Драновский (2012—2014)[120]
- Харьковский «Беркут»:
П. И. Погорелов.
- Херсонский «Беркут»:
Н. Саламаха.
- Хмельницкий «Беркут»:
В. Леонец.
- Черкасский «Беркут»:
А. В. Носоченко.
- Черниговский «Беркут»:
И. Маляренко (1992—1995).[111]
- Черновицкий «Беркут»:
В. Василов (1992—1995)[111].

## Краповый берет

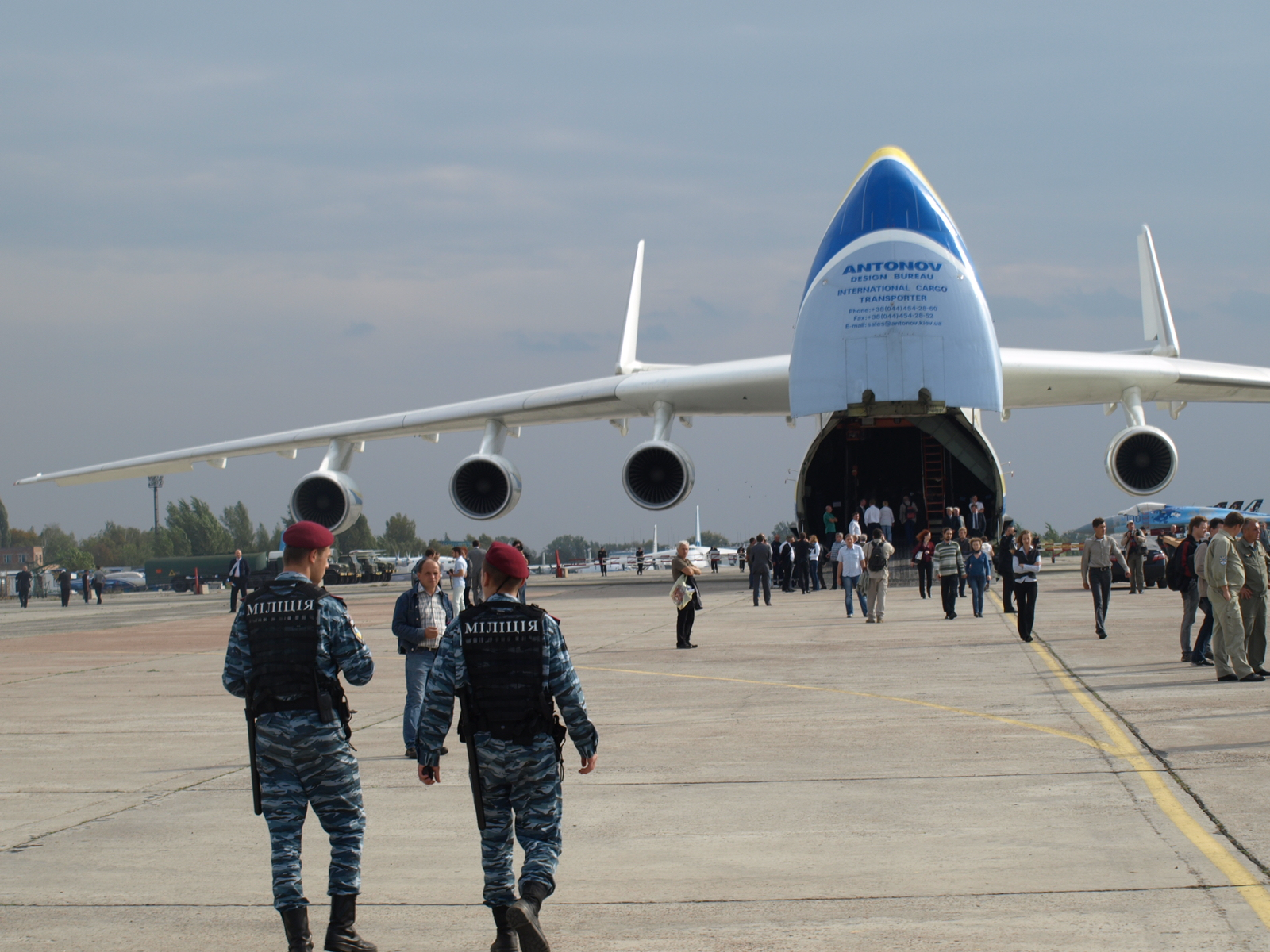
Охрана общественного правопорядка на авиашоу

Отличительной частью форменной одежды сотрудников «Беркута» являлся малиновый, а также краповый береты.
Первоначально «Беркут» имел специальную форму тёмно-синего цвета и чёрные береты, также его сотрудники носили и обычную милицейскую форму. В начале 1993 года была предложена форменная одежда сине-зелёного цвета с голубыми беретами, но в дальнейшем в качестве форменной одежды был избран летний городской камуфляж и краповый берет, который одно время выдавался всему личному составу без исключения.
Однако, следуя традициям специальных частей, многие сотрудники «Беркута» по собственной инициативе сдавали нормативы на право ношения крапового берета.
В середине 2000-х годов эта процедура была узаконена приказом министра внутренних дел Украины.
Краповый берет имели право носить только сотрудники, успешно прошедшие специальные испытания. В то же время основным летним головным убором сотрудников «Беркута» (как и в специальных подразделениях внутренних войск) являлся голубой берет.

## В массовой культуре
- Бойцы спецподразделения «Беркут» принимали участие в съёмках ряда украинских и российских телефильмов и сериалов, в их числе — «Марш Турецкого», «День рождения Буржуя», «След оборотня», «УВД. Курс молодого бойца», «Кукла», «Я — кукла», «Европейский конвой», «Пепел „Феникса“», «Ситуация 202», «Безумный ноябрь».

## Видео
- Крымский «Беркут» на Перекопском перешейке, 5 марта 2014 г.